# لين ستيفنسون
لين ستيفنسون (بالإنجليزية: Len Stephenson)‏ (14 يوليو 1930 في المملكة المتحدة - 29 سبتمبر 2014) هو لاعب كرة قدم بريطاني في مركز الهجوم. لعب مع أولدهام أثلتيك وبورت فايل ونادي بلاكبول ونادي ويتون ألبيون.

## وصلات خارجية
- لين ستيفنسون على موقع قاعدة بيانات كرة القدم.إي يو (الإنجليزية)